# Акромегалія
Акромега́лія (грец. ακρος — крайній і грец. μεγας — великий) — захворювання, яке проявляється патологічним диспропорційним ростом кісток скелета, хрящів і м'яких тканин, порушенням різних видів обміну речовин. Спостерігають її після закриття ростових зон, найчастіше у молодому віці. Акромегалія здебільшого розвивається в осіб із завершеним фізіологічним ростом і закритими епіфізарними ростовими зонами, коли ріст кісток в довжину вже неможливий.
За Наказом Міністерства охорони здоров'я України від 27.10.2014  № 778, акромегалія вважається рідкісним (орфанним) захворюванням.

## Етіологія
В основі акромегалії лежить надмірне розростання клітин передньої долі нижнього мозкового придатка (пухлина гіпофіза) і його гіперфункція, в зв'язку з чим підвищується секреція гормона росту — соматотропного гормону (СТГ) та інсуліноподібного фактору росту‑1 (ІФР‑1). У переважній більшості випадків пухлинну трансформацію клітин гіпофізу провокує соматична точкова мутація α-субодиниці Gs-протеїну.
Надмірна продукція соматотропного гормону призводить до:
- зміни функціонування багатьох життєво важливих систем організму, зокрема — кісткової та серцево-судинної;
- порушенню обміну речовин;
- непропорційному зростанню кісток, хрящів та м'яких тканин.

При акромегалії посилюється ріст нижніх та верхніх кінцівок; голова, язик, грубішають риси обличчя . Акромегалія супроводжується головним болем, розладом зору, порушенням статевої функції. Хвороба триває багато років. Акромегалія не є спадковим захворюванням.

## Клінічна картина
При акромегалії спостерігається розростання сполучної, хрящової, кісткової тканин, а також паренхіми внутрішніх органів. У пацієнта можуть збільшитися в розмірі руки, ноги, ніс, вуха, язик. Риси обличчя стають грубішими, розходяться зуби, утворюючи між собою щілини, нижня щелепа видається вперед. Відзначають перебудову й ріст лобових кісток, збільшення нижньої щелепи, її деформацію, що супроводжується порушеннями прикусу.
Кістки черепа можуть потовщуватися на кілька сантиметрів, зумовлюючи зменшення порожнини черепа і здавлювання мозку.
Хребці збільшуються у ширину. Міжхребтові диски гіпертрофуються, можливі розриви хрящових пластинок з утворенням гриж Шморля.
Трубчасті кістки стають ширшими. Подовження кісток більш помітне в кистях і стопах, що пов'язано з поновленням енхондрального росту хрящів фаланг.
Зміни зовнішності відбуваються повільно, зазвичай, їх уперше відзначають не хворі, а оточуючі.
Загальні симптоми:
- гіпергідроз (надмірна пітливість);
- головний біль;
- збільшення маси тіла;
- набрякання м'яких тканин;
- потовщення голосових зв'язок призводить до зміни голосу, він стає низьким.

Порушення з боку серцево-судинної системи:
- артеріальна гіпертензія;
- збільшення розмірів серця (гіпертрофічна кардіоміопатія);
- серцева недостатність;
- аритмії.

При прогресуванні захворювання можуть виникнути клапанні вади серця, ішемічна хвороба серця, інсульт.
Порушення з боку дихальної системи:
- синдром обструктивного апное уві сні;
- бронхоектази;
- емфізема легень.

Порушення з боку травної системи:
- Закреп через подовження і розширення товстої кишки;
- поліпи і дивертикули товстої кишки.

Пацієнти можеть скаржитися на біль в животі, домішки крові в калових масах. У людей з акромегалією спостерігається підвищений ризик раку кишечнику.
Порушення з боку сечостатевої системи:
- у жінок: порушення менструального циклу, безпліддя, міоми матки; зниження лібідо;
- у чоловіків: еректильна дисфункція, доброякісна гіперплазія передміхурової залози.

Метаболічні зміни проявляються у порушенні толерантності до глюкози, гіперінсулінізмі, гіперліпідемії, гіперкальційурії, гіпертиреозі, галактореї, гіпогонадизмі.

#### Ускладнення
- Проблеми з кістками та суглобами, включаючи остеоартроз, синдром здавлення нерва внаслідок заростання кісток та синдром зап'ястного каналу[3]
- Гіпертонія[3]
- Цукровий діабет
- Кардіоміопатія, яка потенційно може призвести до серцевої недостатності[3]
- Колоректальний рак
- Апное сну[3]
- Вузли щитоподібної залози та рак щитоподібної залози
- Гіпогонадизм[3]
- Здавлення хіазми зорового нерва зростанням аденоми гіпофіза, що призводить до проблем із зором.

Основні причини підвищеної смертності у людей з акромегалією:
1. Цукровий діабет та його ускладнення.
2. Серцево-судинна патологія.
3. Захворювання органів дихання.
4. Злоякісні новоутворення.

## Діагностика
Характерний зовнішній вигляд пацієнта дозволяє лікарю запідозрити акромегалію. Для підтвердження діагнозу проводять лабораторні дослідження:
- Визначають базальний рівень СТГ у сироватці у різні дні (двічі чи тричі), щоб унеможливити випадкові коливання рівня СТГ.
- Проводять пробу із глюкозою. Пацієнту призначають випити розчин, що містить 50-100 г глюкози, потім через 60-90 хвилин визначають рівень СТГ. У нормі прийом глюкози спричиняє зниження рівня СТГ аж до мінімально визначених у 94 % здорових осіб, але не у хворих на акромегалію[5].

При оцінюванні результатів проби із глюкозою, враховують такі параметри, як стать, вік, індекс маси тіла, співвідношення обсягу талії до обсягу стегна. Базальний та мінімальний рівень СТГ достовірно вищий у жінок, ніж у чоловіків.
Після встановлення діагнозу проводиться медична візуалізація гіпофіза, щоб визначити наявність аденоми.

## Лікування
Лікування пацієнтів з акромегалією в Україні регламентовано Наказом Міністерства охорони здоров'я № 254 від 27-04-2006 "Про затвердження протоколів надання медичної допомоги дітям за спеціальністю «Дитяча ендокринологія».
Згідно з міжнародними протоколами метою лікування акромегалії є:
- контроль біохімічних показників активності інсуліноподібного фактора росту і соматотропного гормону;
- контроль розміру пухлини і запобігання локальному мас-ефекту;
- зменшення ознак і симптомів захворювання;
- запобігання супутнім захворюванням і/або поліпшення їх перебігу;
- запобігання передчасній смерті[7].

Повне одужання можливе тільки після хірургічного лікування. Вибір методики оперативного втручання залежить від величини та локалізації пухлини гіпофізу.

#### Методи видалення гіпофіза
- Метод трансфеноїдальної (через ніс) мікрохірургії аденом гіпофіза дозволив розширити показання до оперативного лікування акромегалії. Метод дозволяє візуалізувати пухлину гіпофіза і робити повну резекцію аденоми, уникаючи при цьому можливого ушкодження перехрещення зорових нервів.
- Транскраніальні (через череп) методи видалення аденоми гіпофіза, що супроводжуються значною летальністю і травматичні, нині практично не застосовують, за винятком випадків значного супракселярного поширення пухлини гіпофіза.

Також при відповідних показаннях застосовують кіберніж — один із методів радіохірургії.
Контроль рівню СТГ і IGF-1 проводиться через 3–6 міс після хірургічного втручання. Успішне видалення аденоми зі зниженням базального рівня СТГ нижче 5 нг/мл спостерігається у 80-90 % оперованих хворих.
Післяопераційні ускладнення:
- скороминучий нецукровий діабет;
- ринорея;
- синусит;
- менінгіт;
- парез черепних нервів, —

зустрічаються менш ніж у 5 % оперованих. Недостатність гонадотропної, тиротропної і адренокортикотропної функцій гіпофіза різної міри спостерігають у 3-60 % оперованих хворих.
Консервативне лікування: пацієнту призначають соматостатин і пегвісомантн, внаслідок чого досягається утримання концентрації СТГ у сироватці <46 пмоль/л (<1 мкг/л), та зменшення концентрації IGF-1 до нормальних вікових та статевих показників.

### Прогнози
Тривалість життя людей з акромегалією залежить від того, наскільки рано виявлено захворювання.
Протягом останнього десятиліття в багатьох країнах світу створені національні реєстри пацієнтів із різними соціально значущими захворюваннями, зокрема, з акромегалією. Це дає можливість сформулювати рекомендації для лікарів щодо діагностики й лікування пацієнтів із конкретним захворюванням. Подібні реєстри є основою кваліфікованої медичної допомоги для всіх пацієнтів.
2020 року в Україні розпочато проєкт систематизації наявної інформації щодо хворих на акромегалію відповідно до чинного законодавства та отриманих дозволів.
Проєкт спрямований на покращення надання медичної допомоги хворим на акромегалію в Україні шляхом розробки та впровадження Всеукраїнської національної бази даних  хворих на акромегалію та гіпофізарний гігантизм.

## Відомі люди з акромегалією
- Іван Денисенко — український художник, актор та музикант, соліст групи Ivan Blues & Friends.
- Річард Кіл — американський актор, найбільш відомий глядачам за роллю Щелепи у фільмах про Джеймса Бонда «Шпигун, який мене кохав» (1977) і «Місячний гонщик» (1979).
- Андре Гігант — професійний французький реслер і актор болгарського-польського походження.
- Карел Стрюкен — нідерландський та американський кіно і телеактор, відомий ролями дворецького Ларча у фільмах «Родина Адамсів», «Моральні цінності сімейки Адамсів» та «Возз'єднання сімейки Адамсів», гіганта у телесеріалі «Твін Пікс» та містера Гомна у телесеріалі «Зоряний шлях: Наступне покоління».
- Брати Богданови — французькі брати-близнюки[11] російського походження, телеведучі, продюсери[12] і популяризатори науки, які прославилися в 1970-ті роки як ведучі різних науково-популярних програм на французькому телебаченні, присвячених космології й науковій фантастиці.
- Біг Шоу — американський реслер, єдиний чоловік, який був чемпіоном у важкій вазі в WWE, WCW і ECW.
- Метью Мак-Ґрорі — американський актор. Був визнаний найвищим актором в Книзі рекордів Гіннеса зі зростом 2.29 м.
- Микола Валуєв — російський боксер, актор, державний діяч, політик, радіоведучий та пропагандист.
- Великий Калі — індійський професійний реслер, актор, пауерліфтер, що вигравав титул Містер Індія в 1995 і 1996 роках.
- Максимін Фракієць — римський імператор у 235–238 роках. Був першим варваром на римському престолі та першим з так званих «солдатських імператорів».

## Цікаві факти
- Вважається, що прообразом знаменитого Шрека став французький боєць на рингу Моріс Тійє[13], який страждав на акромегалію.
- Англійська медсестра Мері Енн Вебстер[14] (у шлюбі — Беван) (1874—1933), яка жила з акромегалією, спромаглася перетворити своє нещастя у стабільний заробіток. Вона спочатку здобула перемогу у конкурсі на «найпотворнішу жінку у світі», а потім прийняла пропозицію працювати у США в цирку та парку розваг «Дрімленд» на Коні-Айленді. Жінка брала участь у виставах, де напоказ виставлялася її нетипова зовнішність.
- У світі щороку фіксується 57 випадків акромегалії на 1 млн населення.[джерело?][4]
- В Україні, якщо вважати, що чисельність населення на 1 січня 2020 року становить 42 млн, кількість хворих на АМ, розрахована за математичною моделлю, складає приблизно 2500 осіб, але фактично в нашій країні діагностують лише 1 тис. пацієнтів із цим захворюванням (30 випадків на 1 млн жителів). Кількість недіагностованих пацієнтів з акромегалією дуже велика.[4]